# Казашко
Казашко (болг. Казашко) — село в Болгарии. Находится в Варненской области, входит в общину Варна. Население составляет 298 человек, в значительной мере русские старообрядцы, переехавшие сюда из Румынии в начале XX века. Село Казашко является одним из двух центров некрасовской диаспоры в Болгарии (наряду с более старой Татарицей).

## История
Село названо Казашко (т. е. Казацкое) в честь предков местных староверов — «игнат-казаков (некрасовцев)». Оно было основано в 1905 году на северном берегу Варненского озера, в 7 км от города Варны, семьей казака Матвея Русова, переселившейся сюда из некрасовского села Сарикёй в Румынии. Не желая служить в румынской армии, казак Матвей Русов с семьёй решил уйти в Турцию, где в то время компактно проживала значительная часть некрасовской диаспоры (в 1863 г. некрасовцы Турции были освобождены от воинской повинности). По пути Матвей остановился на берегу Варненского озера, тогда ещё не соединённого с морем каналом. Живописная местность, плодородная почва, изобилие рыбы показались Матвею соблазнительными факторами для того, чтобы никуда дальше не ходить. И он основал здесь хутор. Чуть позже к нему присоединились другие казаки из Сарикёя. Село стало расти. Сюда перебирались староверы из других населённых пунктов Румынии — Тулчи, Славы Черкасской, Славы Русской, Журиловки, Каркалиу, а также переселенцы из Малой Азии: из села Мада и с озера Майнос. Уже в 1908 году Царь Фердинанд I своим указом признал его как населённый пункт с названием «Казашка-махала» (т. е. Казацкая деревня). Основным занятием жителей Казашко было и остаётся рыболовство.
Часть жителей Казашко принадлежат к беспоповскому согласию старообрядчества. Роль священника и старосты у них выполняет дьяк, а поскольку церковные обряды они совершают на дому, то они называются хатниками. С 1935 года в селе существует церковь Покрова Пресвятой Богородицы для старообрядцев-поповцев. По преданию церковь построили на том месте , где несколько человек видели явление Девы Марии в белых одеждах. Это предание до сих пор передают старожилы села. Первоначально принадлежавшая к так называемому старообрядческому течению ,, Диаконовцы’’, в начале XXI века церковь перешла в лоно Русской древлеправославной церкви (беглопоповцев).
В 1937 г. министерство регионального развития и благоустройства Болгарии одобрило план благоустройства села Казашка-махала.
Вплоть до 1949 года в Казашка-махале не бывало смешанных браков. В 1949-м казак Корней Григоров влюбился в 16-летнюю болгарку по имени Живка. Их свадьба стала первым межконфессиональным браком с самого основания Казашка-махалы.
В 1952 г. Казашка-махала официально переименована в Казашко. До 1950-х годов Казашко, сообразно своему имени, было чисто-казацким селением. К 2006 году в нём проживало 450 человек, из которых 60 % составляли казаки и 40 % болгары. Сейчас в селе много смешанных браков, обучение детей ведётся на болгарском языке в соседнем болгарском селе Тополи. Ранее существовало Славянское училище, где дьякон Фёдор Прокопов обучал детей церковнославянскому языку. В 1952 г. возникла 4-классная сельская школа, где преподавали болгарские учителя. Проживание в болгарской среде и отсутствие образования на родном языке приводят к смешению культур и оказывает влияние на язык местных старообрядцев.
По данным переписи населения 2014 года в Казашко проживало 355 человек.
В 2008 г. некрасовцы и болгары села Казашко торжественно отметили 100-летие указа Фердинанда I.
В 2018 г. некрасовцы села Казашко установили связь с Всеказачьим Общественным Центром.

## Политическая ситуация
В местном кметстве Казашко, должность Кмет (мэр) исполняет Гергана Добрева Петкова (независимый) по результатам выборов. Гергана Петкова занимает пропутинскую позицию. Она основала культурный центр «Казачий дом», негласно поддерживающий путинский режим. По инициативе Петковой, сельской библиотеке было присвоено имя Михаила Шолохова.
Мэрия г. Варна — Кмет (мэр) Иван Портних партия ГЕРБ.